# Parco della Mole Adriana
Le Parco della Mole Adriana, communément appelé Jardins du Château Saint-Ange, est un parc public de Rome d'environ 5 hectares, créé dans la zone entourant le Château Saint-Ange, sur la rive nord du Tibre, juste à l’est du Vatican. Il tient son nom du mausolée d'Hadrien, transformé par la suite en forteresse papale.

## Histoire
La zone, située entre les murs de l'ancienne forteresse, a été utilisée comme parc à l'occasion de l'exposition nationale pour le cinquantenaire de l'unification de l'Italie (1911)
Le tracé encore visible est celui datant des travaux de 1933-1934. Il s'étend sur deux niveaux, le niveau supérieur, au niveau de la rue, avec ses pins et chênes verts, et le niveau inférieur, dans les douves, auquel on accède par des escaliers et abritant des pelouses et des cyprès.

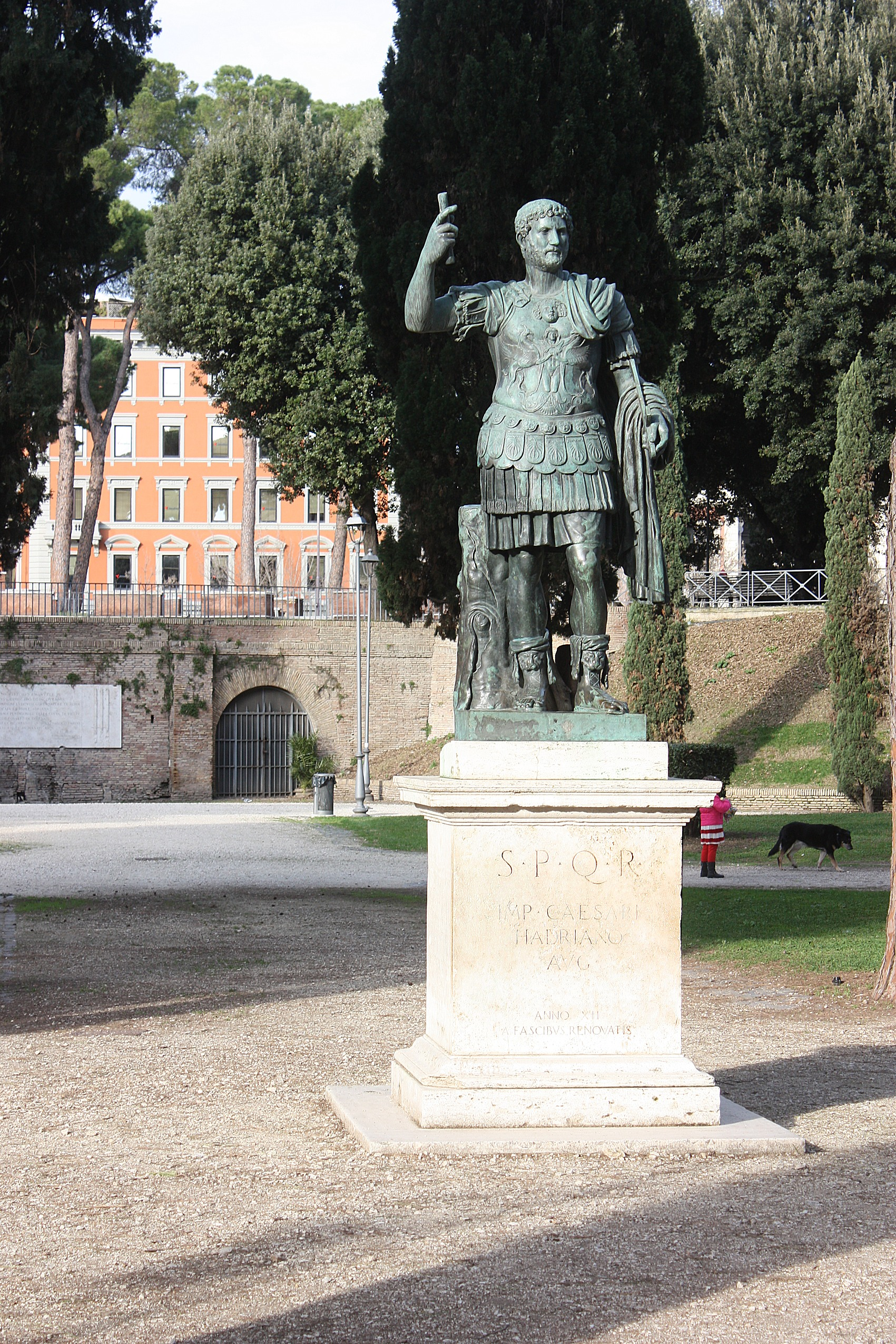
La statue d'Hadrien placée dans les années 1930.

Le parc a bénéficié d'une restauration végétale en 2015-2016 et d'un réaménagement plus important en 2025, à l'occasion du Jubilé.

## Galerie

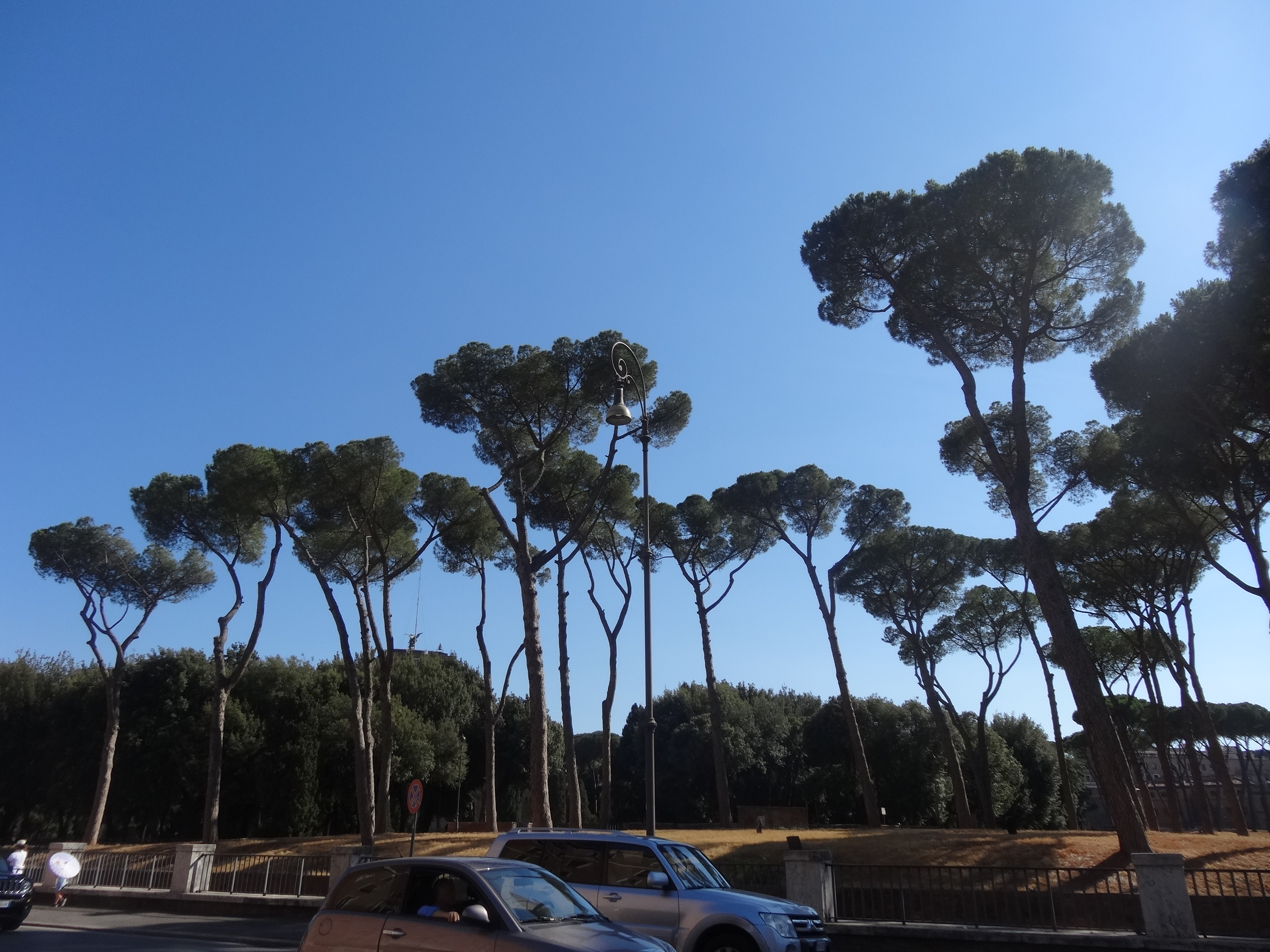
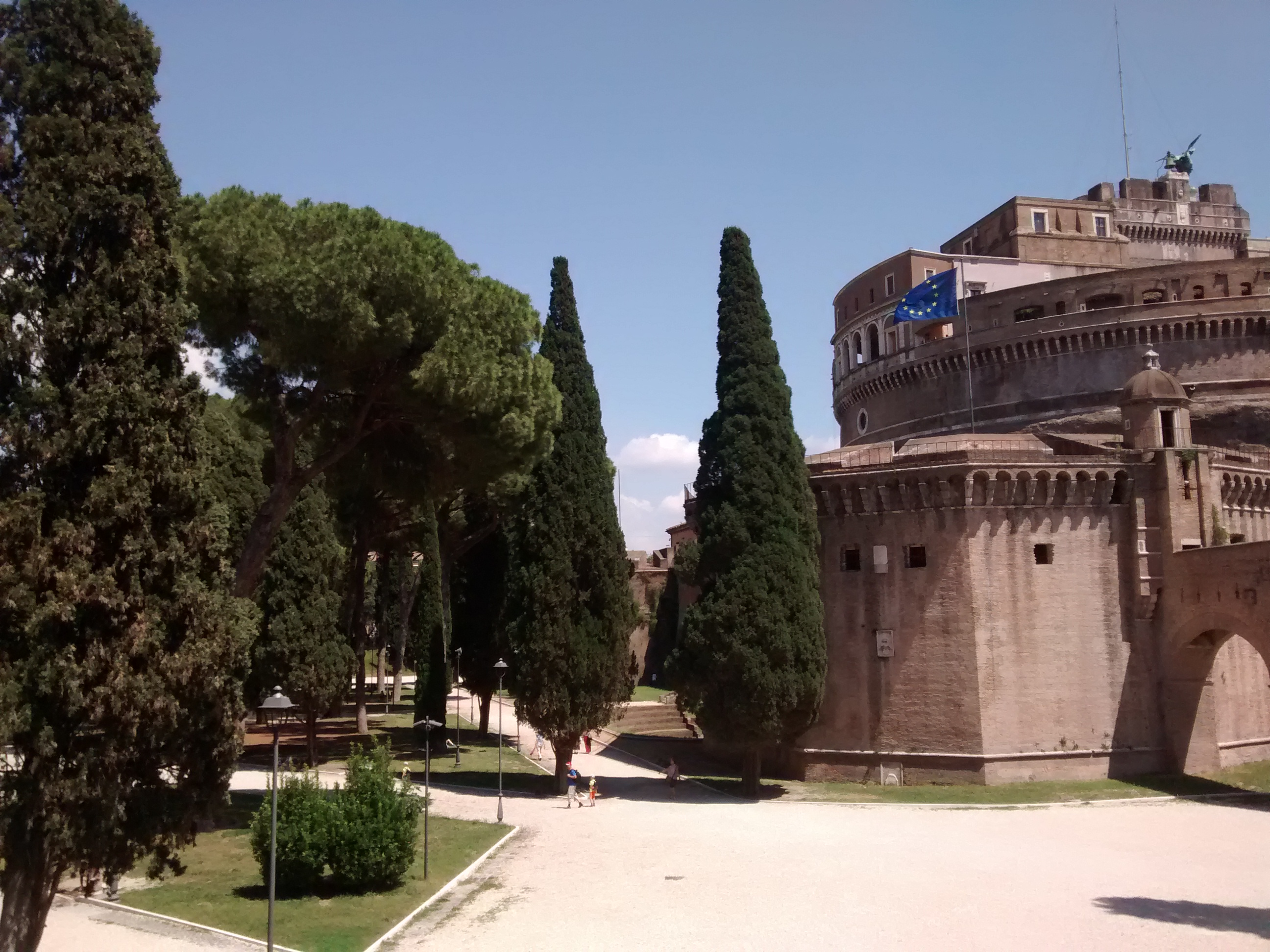
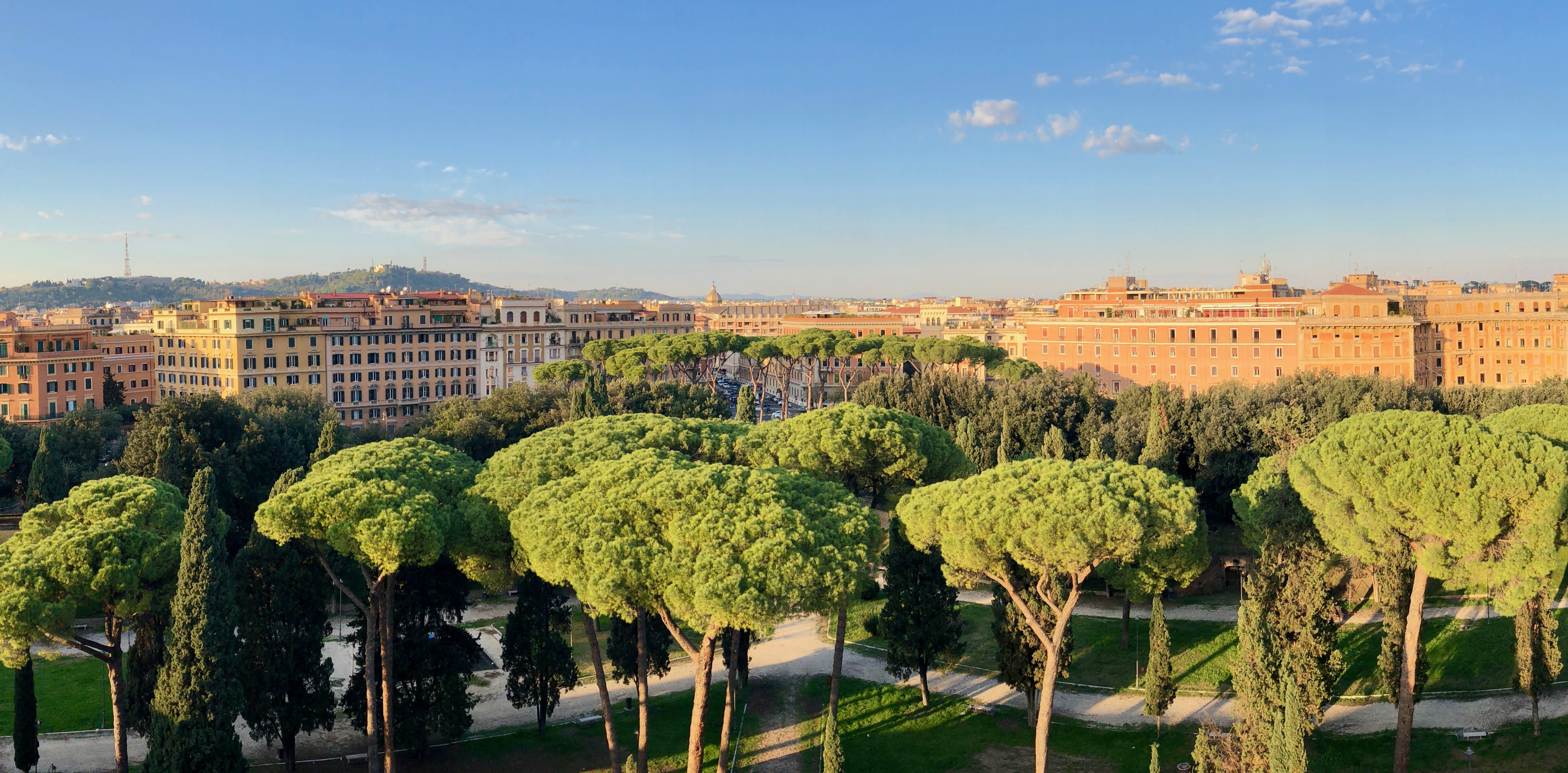